# كريستين وايت
كريستين وايت (16 نوفمبر 1952 بملبورن في أستراليا - ) (بالإنجليزية: Christine White)‏ هي لاعبة كريكت أسترالية. شاركت مع منتخب أستراليا الوطني للكريكت.

## وصلات خارجية
- كريستين وايت على موقع إي آس بي آن كريك إنفو (الإنجليزية)